# Polonid hořečnatý
Polonid hořečnatý je anorganická sloučenina se vzorcem MgPo, patřící mezi polonidy.

## Příprava
Polonid hořečnatý lze připravit zahříváním hořčíku s poloniem na 300–400 °C.

## Struktura
Polonid hořečnatý má strukturu podobnou nikelinu (NiAs). Na rozdíl od většiny ostatních polonidů není izomorfní s odpovídajícím sulfidem, selenidem, a telluridem; takovou vlastnost má dále jen polonid rtuťnatý (HgPo).